# 회색도르콥시스
회색도르콥시스(Dorcopsis luctuosa)는 캥거루과에 속하는 유대류의 일종이다. 인도네시아 서파푸아와 파푸아뉴기니에서 발견된다.

## 특징
회색도르콥시스는 긴 주둥이와 작고 둥근 귀를 갖고 있다. 캥거루과에 속하는 대부분의 다른 종들보다, 앞발은 뒷발과 비교하여 상대적으로 길다. 꼬리는 길며, 끝은 털이 없고 각질화되어 있다. 털은 짧고 무성하며, 바깥쪽은 거무칙칙한 회색빛을 띠고 털 안쪽은 연한 회색이며, 항문 주위에 누르스름한 반점이 나 있다. 수컷이 암컷보다 많이 크고, 수컷 몸무게는 최대 11.6kg인 반면에 암컷은 3.6kg 정도에 불과하다. 몸길이는 수컷이 97cm, 암컷이 39cm 정도이고 꼬리는 각각 97cm와 31cm에 달한다.

## 분포 및 서식지
회색도르콥시스는 뉴기니 섬의 남부와 남동부 지역의 토착종으로 해발 고도 400m 높이에서 발견된다. 서식지는 열대 일차림과 이차림이고 특히 대상림(帶狀林, gallery forest)에서 서식하고, 버려진 정원과 같은 교란된 지역에서도 발견될 수 있다.

## 보존 상태
회색도르콥시스가 겪는 가장 큰 위협은 목재 채취와 소규모 경작지 전환 그리고 고기 밀매를 위한 사냥 등으로 인한 숲 서식지의 감소이다. 특히 포트모르즈비 인근 지역에서 사냥이 심하게 이루어졌고, 이제 몇 마리 남지 않았다. 바리라타 국립공원 인근 지역에서 발견된 적이 있지만, 아직도 살고 있는지는 명확치 않다. 회색도르콥시스에 대한 사냥때문에 국제 자연 보전 연맹(IUCN)은 개체수가 감소하고 있다고 추정하고 있고, "멸종취약종"(VU, Vulnerable species)으로 지정하고 있다.